# Kanton Gouarec
Der Kanton Gouarec war bis 2015 ein französischer Wahlkreis im Arrondissement Guingamp, im Département Côtes-d’Armor und in der Region Bretagne; sein Hauptort war Gouarec.

## Gemeinden
| Gemeinde         | Bretonisch     | Einwohner (2022) | Fläche (km²) | Code postal | Code Insee |
| ---------------- | -------------- | ---------------- | ------------ | ----------- | ---------- |
| Gouarec          | Gwareg         | 912              | 6.41         | 22570       | 22064      |
| Laniscat         | Lanniskad      | 789              | 24.21        | 22570       | 22107      |
| Lescouët-Gouarec | Leskoed-Gwareg | 215              | 18.73        | 22570       | 22124      |
| Mellionnec       | Melioneg       | 420              | 24.22        | 22110       | 22146      |
| Perret           | Perred         | 174              | 12.22        | 22570       | 22167      |
| Plélauff         | Pellann        | 687              | 25.51        | 22570       | 22181      |
| Saint-Gelven     | Sant-Jelven    | 319              | 17.48        | 22570       | 22290      |
| Saint-Igeaux     | Sant Ijo       | 124              | 12.91        | 22570       | 22334      |
| Kanton           | Gwareg         | 3.643            | 141.69       | -           | 2215       |

## Bevölkerungsentwicklung
| 1962 | 1968 | 1975 | 1982 | 1990 | 1999 | 2006 | 2012 |
| ---- | ---- | ---- | ---- | ---- | ---- | ---- | ---- |
| 5250 | 4787 | 4435 | 4264 | 3903 | 3736 | 3783 | 3643 |